# Saint-Aignan-des-Noyers
Saint-Aignan-des-Noyers est une commune française située dans le département du Cher, en région Centre-Val de Loire.

## Géographie

### Climat
Pour des articles plus généraux, voir Climat du Centre-Val de Loire et Climat du Cher.
En 2010, le climat de la commune est de type climat océanique dégradé des plaines du Centre et du Nord, selon une étude du CNRS s'appuyant sur une série de données couvrant la période 1971-2000. En 2020, Météo-France publie une typologie des climats de la France métropolitaine dans laquelle la commune est exposée à un climat océanique altéré et est dans une zone de transition entre les régions climatiques « Centre et contreforts nord du Massif Central » et « Ouest et nord-ouest du Massif Central ». 
Pour la période 1971-2000, la température annuelle moyenne est de 11,1 °C, avec une amplitude thermique annuelle de 15,7 °C. Le cumul annuel moyen de précipitations est de 800 mm, avec 11,5 jours de précipitations en janvier et 7,2 jours en juillet. Pour la période 1991-2020, la température moyenne annuelle observée sur la station météorologique la plus proche, située sur la commune d'Isle-et-Bardais à 9 km à vol d'oiseau, est de 11,8 °C et le cumul annuel moyen de précipitations est de 777,6 mm,. Pour l'avenir, les paramètres climatiques de la commune estimés pour 2050 selon différents scénarios d'émission de gaz à effet de serre sont consultables sur un site dédié publié par Météo-France en novembre 2022.

## Urbanisme

### Typologie
Au 1er janvier 2024, Saint-Aignan-des-Noyers est catégorisée commune rurale à habitat très dispersé, selon la nouvelle grille communale de densité à 7 niveaux définie par l'Insee en 2022.
Elle est située hors unité urbaine et hors attraction des villes,.

### Occupation des sols
L'occupation des sols de la commune, telle qu'elle ressort de la base de données européenne d’occupation biophysique des sols Corine Land Cover (CLC), est marquée par l'importance des territoires agricoles (93 % en 2018), une proportion identique à celle de 1990 (93 %). La répartition détaillée en 2018 est la suivante : 
terres arables (55,8 %), prairies (34,8 %), forêts (7 %), zones agricoles hétérogènes (2,4 %).
L'évolution de l’occupation des sols de la commune et de ses infrastructures peut être observée sur les différentes représentations cartographiques du territoire : la carte de Cassini (XVIIIe siècle), la carte d'état-major (1820-1866) et les cartes ou photos aériennes de l'IGN pour la période actuelle (1950 à aujourd'hui).

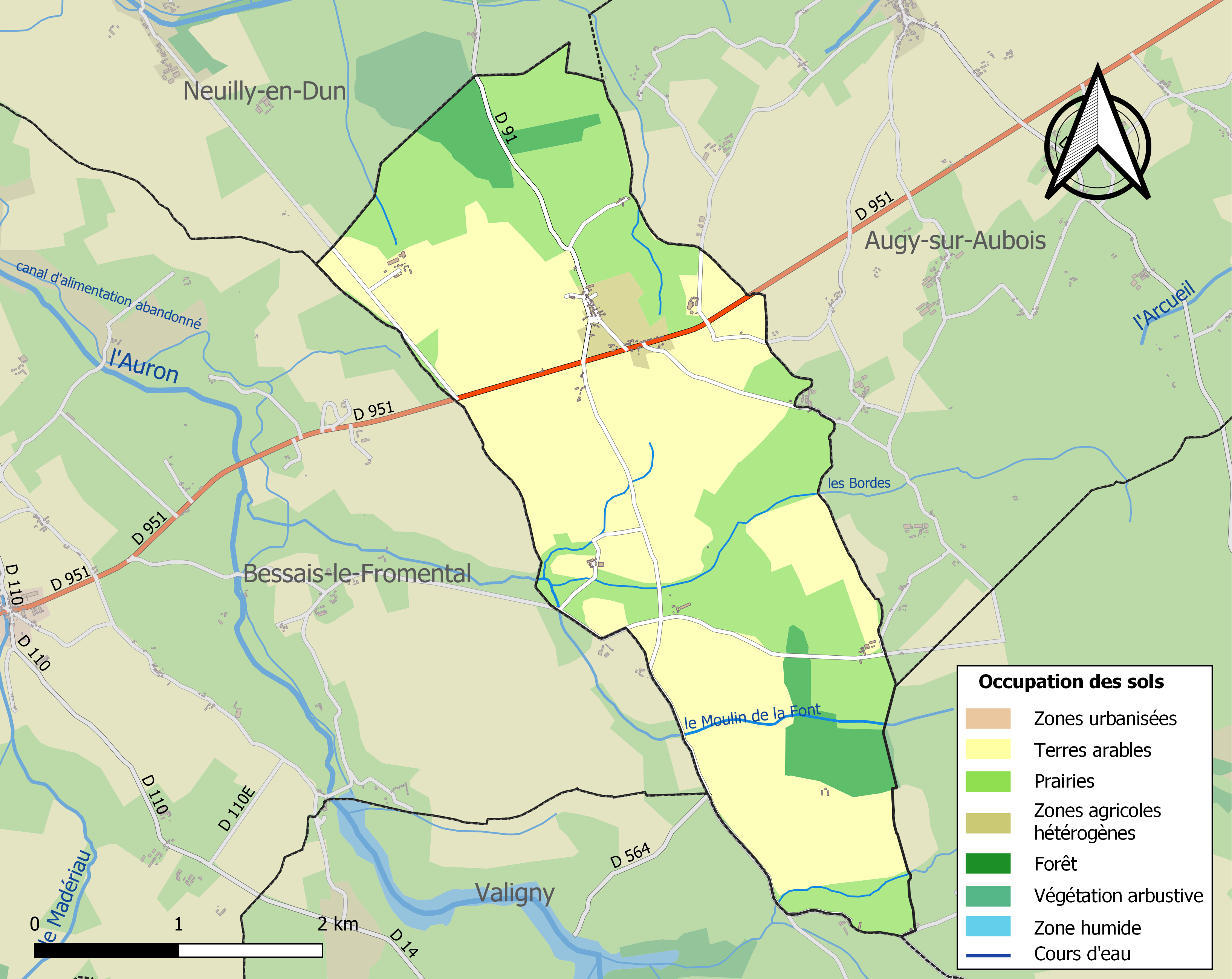
Carte des infrastructures et de l'occupation des sols de la commune en 2018 (CLC).

### Risques majeurs
Le territoire de la commune de Saint-Aignan-des-Noyers est vulnérable à différents aléas naturels : météorologiques (tempête, orage, neige, grand froid, canicule ou sécheresse), mouvements de terrains et séisme (sismicité faible). Un site publié par le BRGM permet d'évaluer simplement et rapidement les risques d'un bien localisé soit par son adresse soit par le numéro de sa parcelle.

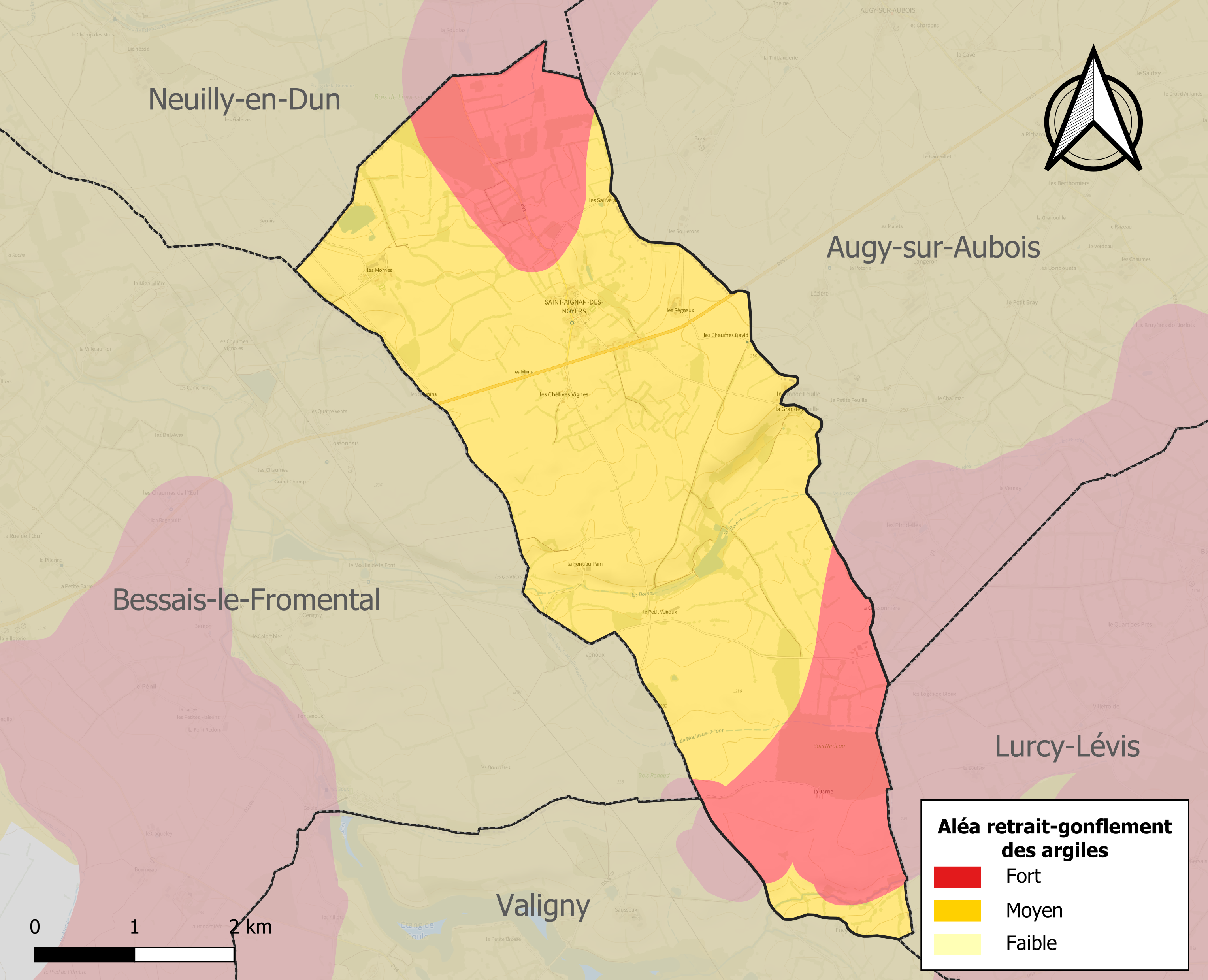
Carte des zones d'aléa retrait-gonflement des sols argileux de Saint-Aignan-des-Noyers.

La commune est vulnérable au risque de mouvements de terrains constitué principalement du retrait-gonflement des sols argileux. Cet aléa est susceptible d'engendrer des dommages importants aux bâtiments en cas d’alternance de périodes de sécheresse et de pluie. La totalité de la commune est en aléa moyen ou fort (90 % au niveau départemental et 48,5 % au niveau national). Sur les 69 bâtiments dénombrés sur la commune en 2019, 69 sont en aléa moyen ou fort, soit 100 %, à comparer aux 83 % au niveau départemental et 54 % au niveau national. Une cartographie de l'exposition du territoire national au retrait gonflement des sols argileux est disponible sur le site du BRGM,.
Concernant les mouvements de terrains, la commune a été reconnue en état de catastrophe naturelle au titre des dommages causés par la sécheresse en 2018 et par des mouvements de terrain en 1999.

## Politique et administration

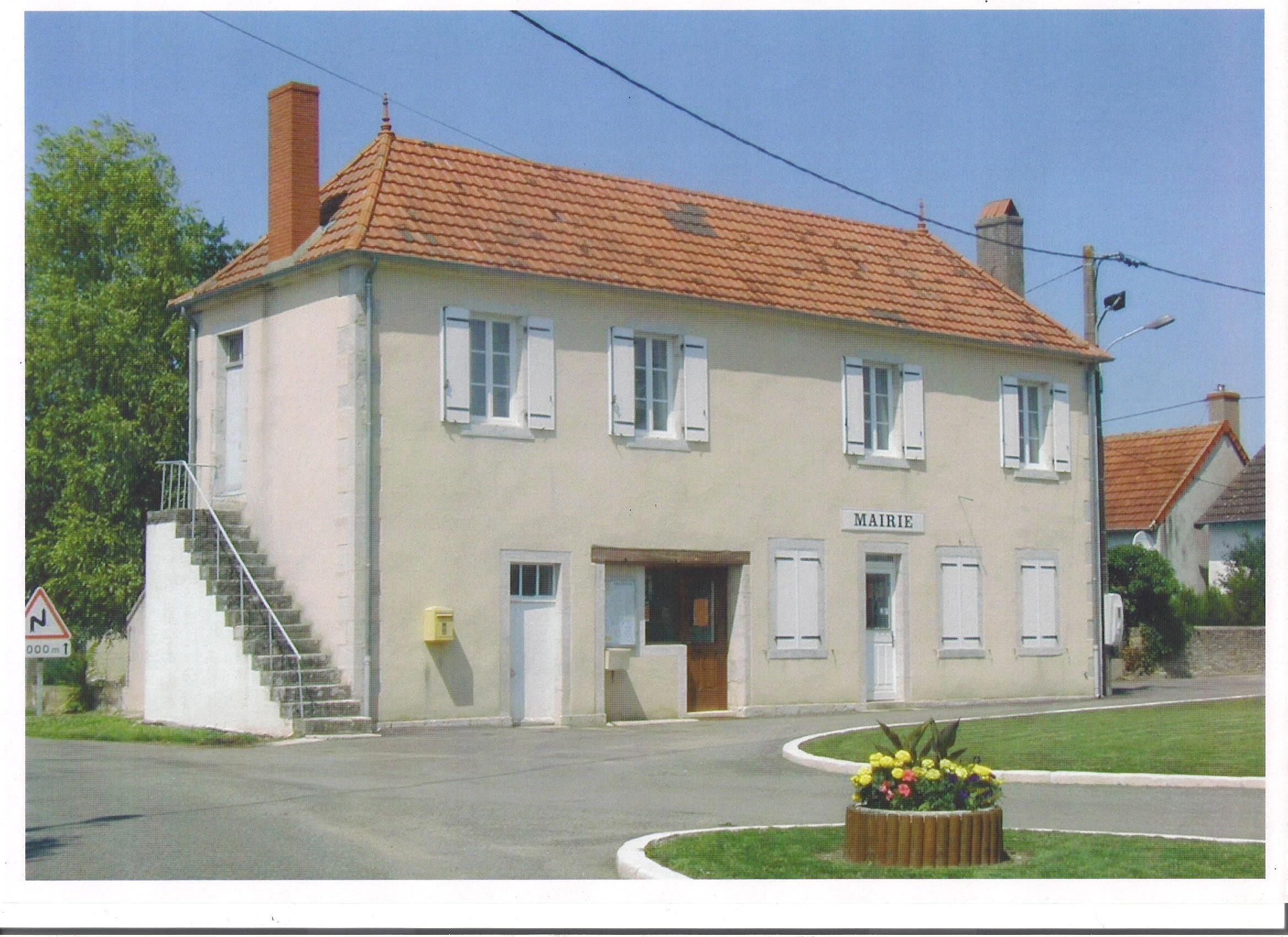
La mairie.

| Période                                  | Période  | Identité            | Étiquette | Qualité                                         |
| ---------------------------------------- | -------- | ------------------- | --------- | ----------------------------------------------- |
| Les données manquantes sont à compléter. |          |                     |           |                                                 |
| mars 2001                                | En cours | Stanislas Widowiak, |           | Ancien artisan, commerçant ou chef d'entreprise |

## Démographie
L'évolution du nombre d'habitants est connue à travers les recensements de la population effectués dans la commune depuis 1793. Pour les communes de moins de 10 000 habitants, une enquête de recensement portant sur toute la population est réalisée tous les cinq ans, les populations de référence des années intermédiaires étant quant à elles estimées par interpolation ou extrapolation. Pour la commune, le premier recensement exhaustif entrant dans le cadre du nouveau dispositif a été réalisé en 2004.

En 2022, la commune comptait 74 habitants, en évolution de −25,25 % par rapport à 2016 (Cher : −2,48 %, France hors Mayotte : +2,11 %).
| 1793 | 1800 | 1806 | 1821 | 1831 | 1836 | 1841 | 1846 | 1851 |
| ---- | ---- | ---- | ---- | ---- | ---- | ---- | ---- | ---- |
| 243  | 234  | 292  | 236  | 240  | 239  | 249  | 253  | 235  |

| 1856 | 1861 | 1866 | 1872 | 1876 | 1881 | 1886 | 1891 | 1896 |
| ---- | ---- | ---- | ---- | ---- | ---- | ---- | ---- | ---- |
| 243  | 236  | 260  | 280  | 290  | 285  | 261  | 250  | 257  |

| 1901 | 1906 | 1911 | 1921 | 1926 | 1931 | 1936 | 1946 | 1954 |
| ---- | ---- | ---- | ---- | ---- | ---- | ---- | ---- | ---- |
| 253  | 264  | 250  | 218  | 196  | 177  | 178  | 180  | 151  |

| 1962 | 1968 | 1975 | 1982 | 1990 | 1999 | 2004 | 2006 | 2009 |
| ---- | ---- | ---- | ---- | ---- | ---- | ---- | ---- | ---- |
| 133  | 128  | 139  | 110  | 84   | 79   | 96   | 96   | 100  |

| 2014 | 2019 | 2022 | - | - | - | - | - | - |
| ---- | ---- | ---- | - | - | - | - | - | - |
| 102  | 82   | 74   | - | - | - | - | - | - |

## Culture locale et patrimoine

### Lieux et monuments
- Église Saint-Aignan.